# Nagari Jambak
Nagari Jambak is een bestuurslaag in het regentschap Pasaman van de provincie West-Sumatra, Indonesië. Nagari Jambak telt 1813 inwoners (volkstelling 2010).